# Szagos pókhálósgomba
A szagos pókhálósgomba (Cortinarius torvus) a pókhálósgombafélék családjába tartozó, Európában és Észak-Amerikában honos, lombos erdőkben élő, nem ehető gombafaj. 

## Megjelenése
A szagos pókhálósgomba kalapja 4-8 cm széles, fiatalon félgömb alakú, később domború, széles harang alakú, vagy majdnem lapos. Színe változatos, de általában eleinte lilásbarna, később szürkésbarna vagy gesztenyebarna. Felszíne a sugárirányban rásimuló szálaktól selymes. Széle fiatalon aláhajló, szálas, mindig világosabb, gyenge ibolyás árnyalattal, fehér burokmaradvánnyal.
Húsa fehéres, a tönkben gyenge lilás, majd szürkés árnyalattal. Szaga erős, kellemetlenül édeskés, az aszaltszilvára emlékeztet; íze kesernyés. 
Viszonylag ritkás lemezei erősek, hullámos szélűek, foggal tönkhöz nőttek. Színük fiatalon barnásibolya, éretten rozsdabarna. Fiatalon fehéres fátyol (kortina) védi őket.  
Tönkje 4-9 cm magas és felül max. 1,5 cm vastag. Alja bunkószerűen megvastagodott. Fejlett, elálló, fehéres gallérja fölött színe kissé lilás, alatta barna foltok, sávok tarkíthatják. 
Spórapora rozsdabarna. Spórája ellipszis alakú, kissé-közepesen rücskös, mérete 8-11,5 x 4,5-6 µm.

### Hasonló fajok
A lilás pókhálósgomba hasonlíthat hozzá.  

## Elterjedése és termőhelye
Európában és Észak-Amerikában honos. Magyarországon gyakori.
Lombos erdőkben él, többnyire bükk vagy tölgy alatt. Kora ősztől késő őszig terem. 

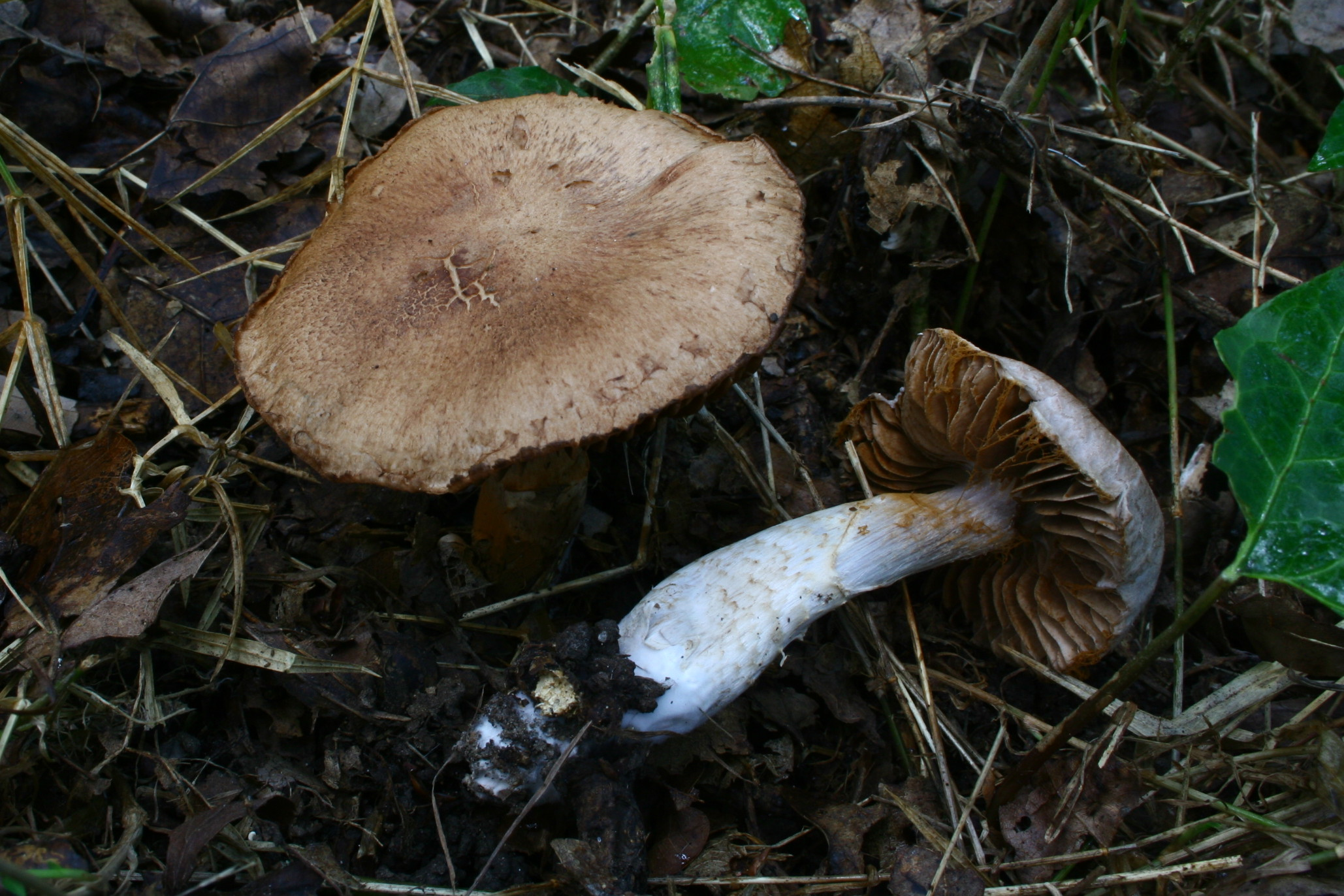
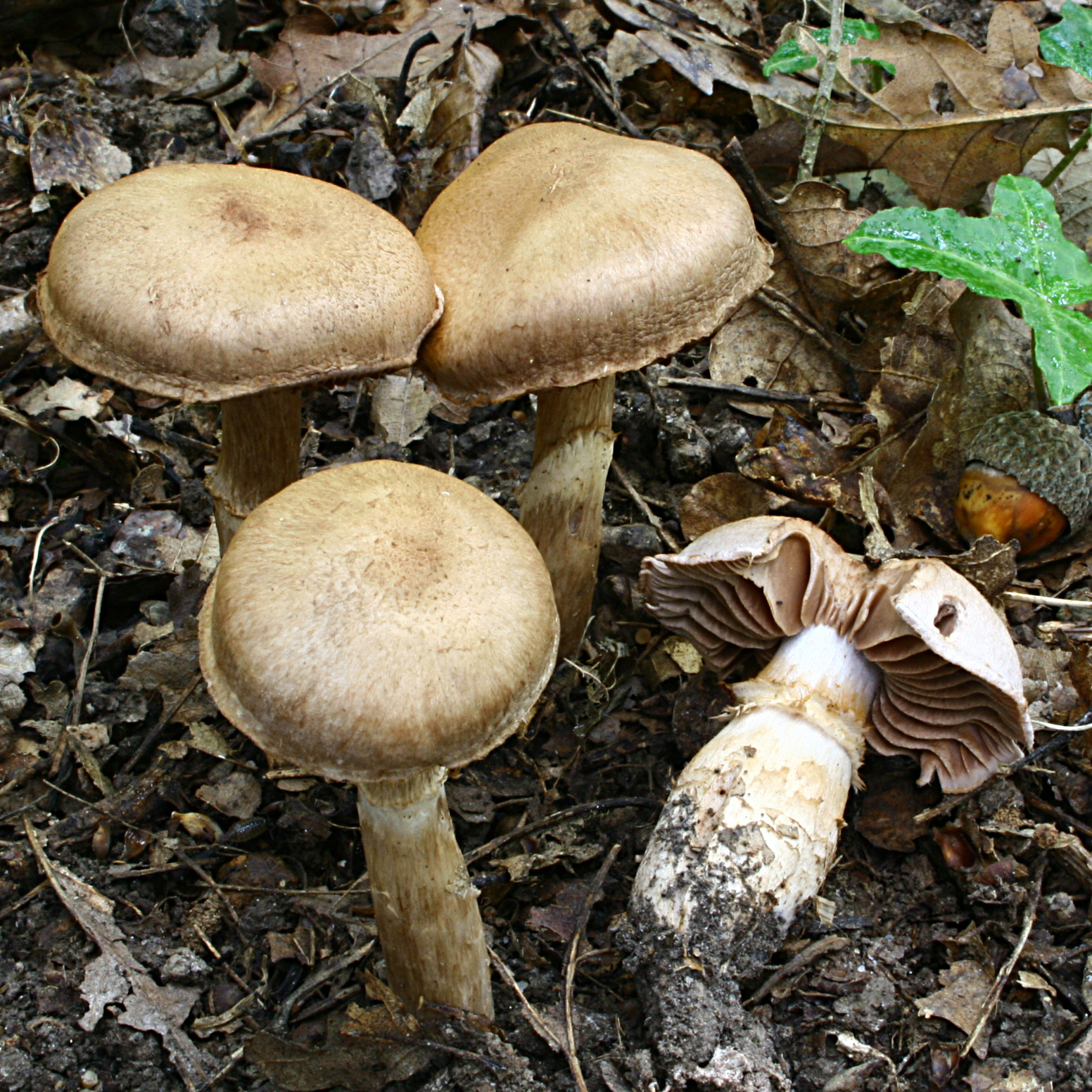
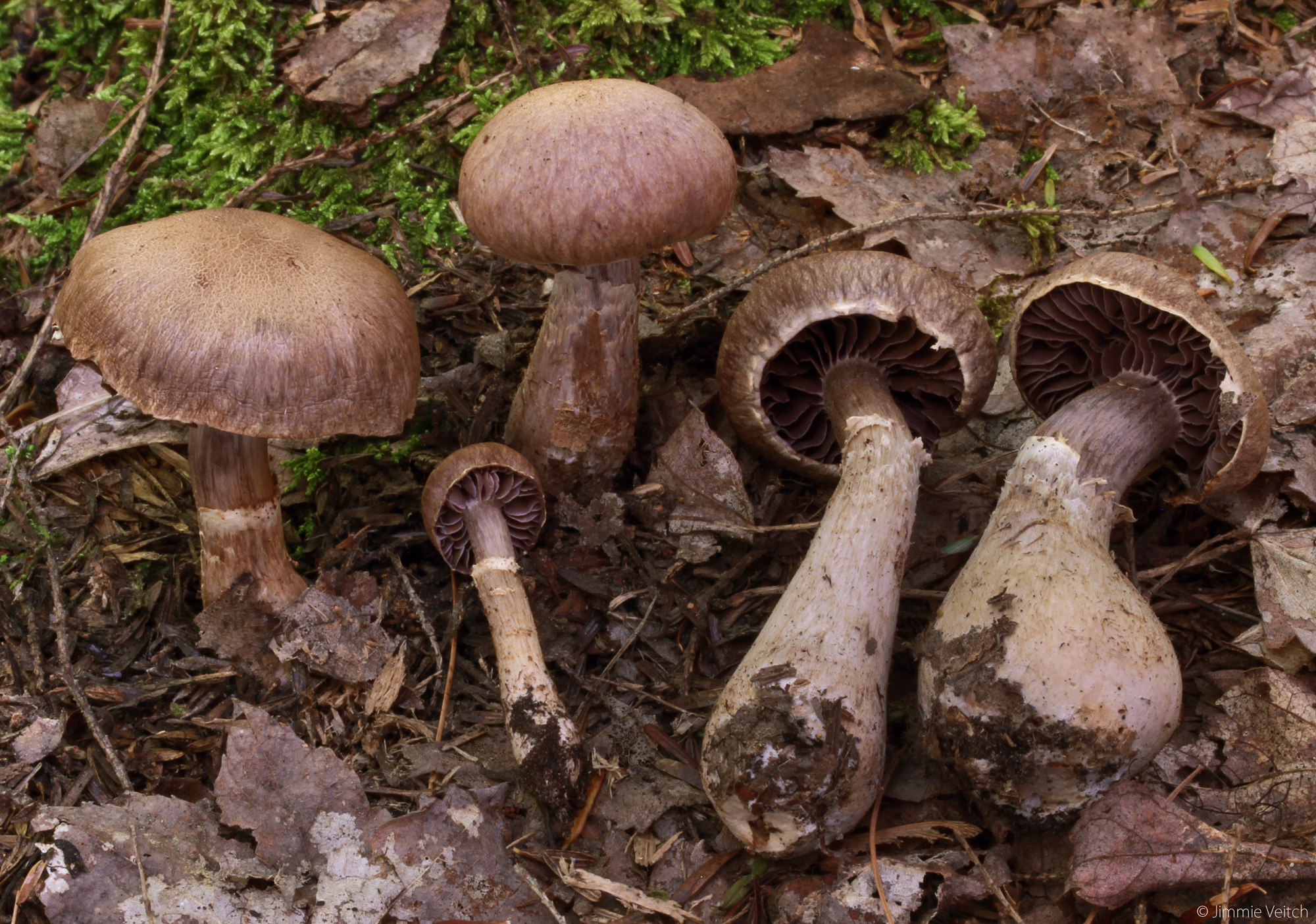
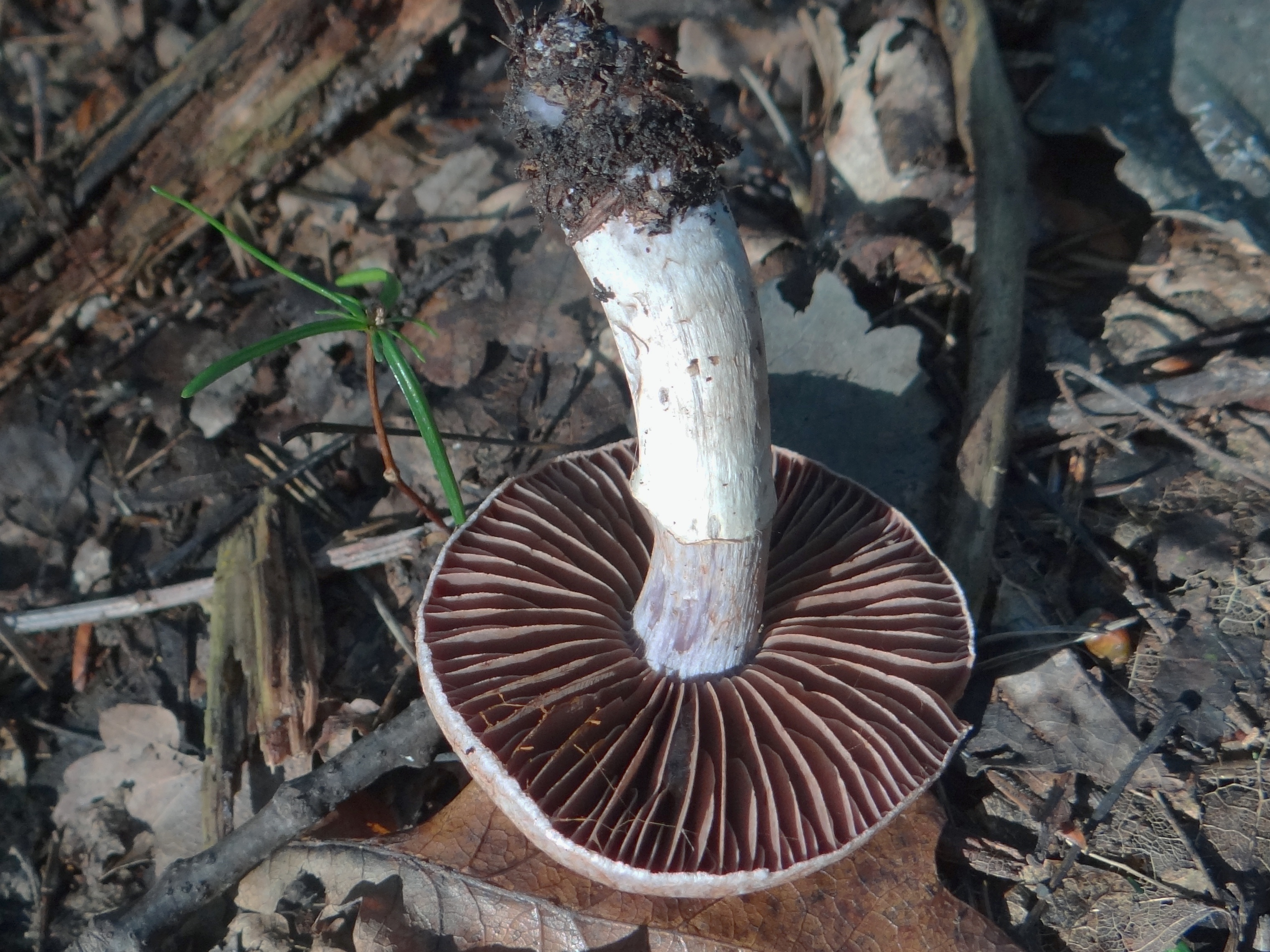
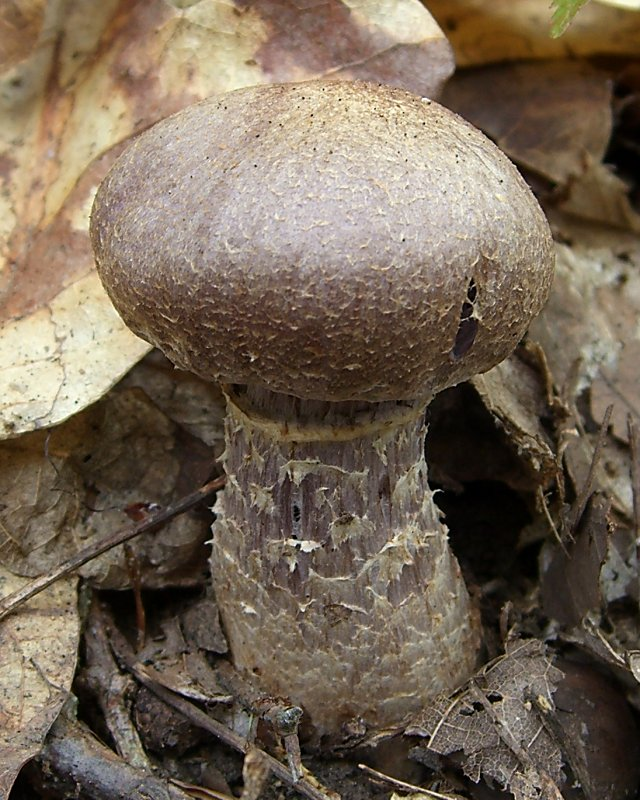

Ehető. 